# Smith-Ninth Streets
Smith-Ninth Streets è una fermata della metropolitana di New York situata sulla linea IND Culver. Nel 2019 è stata utilizzata da 1 435 824 passeggeri. È servita dalle linee F e G, attive 24 ore su 24.

## Storia
La stazione fu aperta il 7 ottobre 1933. Venne sottoposta ad un'estesa ristrutturazione tra il 2011 e il 2013.

## Strutture e impianti
La stazione è posta su un viadotto e ha due banchine laterali e quattro binari, i due esterni per i treni locali e i due interni per quelli espressi. Il mezzanino, posizionato sotto il piano binari, ospita le scale per accedere alle banchine, i tornelli e un'unica scala per il piano stradale che porta all'angolo nord-est dell'incrocio tra Smith Street e Ninth Street.

## Interscambi
La stazione è servita da alcune autolinee gestite da NYCT Bus.
- Fermata autobus